# Polygonarea litoralis
Polygonarea litoralis är en mångfotingart som beskrevs av Karl Wilhelm Verhoeff 1937. Polygonarea litoralis ingår i släktet Polygonarea och familjen storjordkrypare. Inga underarter finns listade i Catalogue of Life.